# کاترین بیلیس
کاترین بیلیس (انگلیسی: Katherine Bailess؛ زادهٔ ۲۴ آوریل ۱۹۸۰) بازیگر، هنرمند رقص و خواننده-ترانه‌پرداز اهل ایالات متحده آمریکا است.
از فیلم‌ها یا برنامه‌های تلویزیونی که وی در آن نقش داشته‌است، می‌توان به دختران گیلمور، ان‌سی‌آی‌اس، استخوان‌ها و مدیریت خشم اشاره کرد.